# Ogasawara Nagakuni
Ogasawara Nagakuni (小笠原 長国) (9 juillet 1824 - 23 avril 1877) est le 6e et dernier daimyō du domaine de Karatsu dans la province de Hizen sur l'île de Kyūshū au Japon (actuelle préfecture de Saga). Avant la restauration de Meiji, ses titres de courtoisie sont Sado no Kami et 5e rang de cour inférieur (ju go i no ge 従五位下).

## Biographie
Nagakuni est le fils ainé de Matsudaira Mitsutsune, daimyo du domaine de Matsumoto dans la province de Shinano. Lorsque Ogasawara Nagayoshi, 4e daimyo de Karatsu, meurt sans héritier, le bakufu Tokugawa le choisit comme remplaçant et il est adopté à titre posthume comme héritier de Nagayoshi.
Nagakuni trouve son nouveau domaine dans une situation financière désespérée et s'emploie à éviter la faillite grâce à la création de monopoles du domaine sur la chasse à la baleine et la fabrication de charbon de bois. Toutefois, Nagakuni est le quatrième daimyo adopté d'affilée au domaine de Karatsu depuis Ogasawara Nagamasa et voit rapidement ses efforts entravés par Ogasawara Nagamichi, plus jeune fils du premier daimyo, contourné dans la succession mais qui exerce une influence considérable politique dans les coulisses. Le gouvernement du domaine est divisé en factions et Nagakuni, à la fois comme venant de l'extérieur et nouvel arrivant dispose d'une position beaucoup plus faible que celle de Nagamichi. Nagakuni tente de combler le fossé en adoptant Nagamichi comme son héritier mais le résultat final est que tout le pouvoir est dévolu à Nagamichi, ne laissant à Nagakuni guère plus d'importance que celle de figure de proue.
En 1868, lorsqu'éclate la guerre de Boshin, le domaine de Karatsu demeure un soutien solide du bakufu Tokugawa. Au cours de la période du bakumatsu, Nagayuki sert comme rōjū au gouvernement et le domaine de Karatsu est considéré comme domaine fudai, contrairement aux domaines de Nabashima voisins ayant le statut de domaine tozama. Les Ogasawara restent fidèles aux Tokugawa jusqu'à la fin, beaucoup de samouraï accompagnant les restes de l'armée Tokugawa au nord pour rejoindre la république d'Ezo et prendre part à la bataille de Hakodate. 
En juin 1869, le titre de daimyō est aboli et Nagakuni est nommé gouverneur du domaine de Karatsu. Cependant, le domaine de Karatsu lui-même disparaît avec l'abolition du système han en 1871 et se trouve intégré dans la nouvelle préfecture de Saga. Nagakuni se retire en septembre 1873, s'installe à Tokyo et meurt en 1877.